# Kantonsschule Rychenberg
Die Kantonsschule Rychenberg in Winterthur (KRW) ist eine öffentliche Mittelschule des Kantons Zürich. Sie ist ein Langgymnasium mit einer regulären Schuldauer von sechs Jahren. Angeboten werden verschiedene neu- und altsprachliche Profile sowie eine zweisprachige Matura. Zudem besteht die Möglichkeit, die kantonale Fachmittelschule zu besuchen. Rektor Christian Sommer bildet zusammen mit der Prorektorin Nadja Regenscheit und den Prorektoren Sandro Fehr und Felix Ziegler die Schulleitung. Im Schuljahr 2022/23 besuchten rund 1200 Schülerinnen und Schüler die Kantonsschule Rychenberg.

## Geschichte
Die Wurzeln der Kantonsschule Rychenberg gehen auf das Jahr 1862 zurück, als die Industrieschule und das Gymnasium der Stadt Winterthur erstmals als Maturitätsschulen geführt und vom Kanton Zürich finanziell unterstützt wurden. 1919 übernahm der Kanton Zürich das Winterthurer Gymnasium und die Industrieschule, womit ihm auch die Lösung des dringlichen Raumproblems zufiel. 1925–1928 liess er daher eine neue Schulanlage Im Lee errichten.
Aufgrund stark gestiegener Schülerzahlen stand seit 1942 die Errichtung eines Erweiterungsbaus in Diskussion. 1952 bewilligte der Regierungsrat des Kantons Zürich ein von der Schule eingereichtes Raumprogramm und schrieb 1954 einen Wettbewerb für einen Neubau aus, der vom Zürcher Architekten Erik Lantner gewonnen wurde. Da die Schülerzahlen in der Zwischenzeit weiter anstiegen, sprach sich der Konvent im Jahr 1955 für eine Teilung der bisherigen Gesamtschule in zwei vollständig getrennte Schulen aus, die organisatorisch bereits 1959 vollzogen wurde. Während die Oberrealschule mit der Lehramtsschule im alten Schulgebäude verblieb und die Bezeichnung Kantonsschule Im Lee erhielt, sollte das Gymnasium zusammen mit der städtischen Mädchenschule als Kantonsschule Rychenberg in den Neubau ausgelagert werden. Das Jahr 1959 gilt daher als Gründungsjahr der Kantonsschule Rychenberg. Der Neubau wurde 1959–1962 direkt neben der bestehenden Anlage errichtet, auf der Fläche des ehemaligen Friedhofs Rychenberg.

Die Friedhofskapelle im Lee, die für den Bau der Schule abgebrochen wurde

1976 übernahm der Kanton auch die Winterthurer Mädchenschule, die in eine Diplommittelschule umgewandelt wurde und weiter Teil der Kantonsschule Rychenberg blieb. 2009 wurde die Kantonsschule Rychenberg auf einer Rangliste der ETH Zürich als jene Kantonsschule ausgewiesen, welche schweizweit am besten auf ein ETH-Studium vorbereitet.

## Anlage
Auf dem Grundstück sollte zuerst ein Ergänzungsbau der bestehenden Kantonsschule errichtet werden. Die Flachdachgebäude wurden 1959–1962 vom Architekt Erik Lantner im Stil von Le Corbusier erbaut. Die Anlage erwies sich schon bald als zu klein und musste mit Erweiterungsbauten ergänzt werden beziehungsweise sich in angrenzende Gebäude einquartieren. Die Flachdachbauten aus den 1960er-Jahren wurden später als Kulturgut von regionaler Bedeutung eingestuft und stehen unter Denkmalschutz.
In den Jahren 1987–1990 wurde die Anlage um ein von den Winterthurer Architekten Peter Stutz und Markus Bolt entworfenes Gebäude für naturwissenschaftliche Fächer und eine Mensa ergänzt. Von 2004 bis 2007 wurde nochmals ein gemeinsam mit der benachbarten Kantonsschule Im Lee genutzter Anbau hinzugefügt, der eine Dreifachsporthalle, elf Schulzimmer, drei Musikzimmer, einen Velokeller sowie eine Mediothek umfasst. Als Architekt konnte der Berliner Jost Haberland gewonnen werden. Sukzessive wurden die Dächer mit einer Photovoltaikanlage ausgerüstet, die zu Bildungszwecken eingerichtet wurde.
Aufgrund der gestiegenen Schülerzahlen beschloss der Regierungsrat des Kantons Zürich im Frühling 2016 das Mensagebäude zu sanieren und um ein Obergeschoss mit zusätzlichen Sitzplätzen und drei neuen Schulzimmern zu erweitern. Im Januar 2018 konnte das umgebaute Gebäude schliesslich in Betrieb genommen werden.

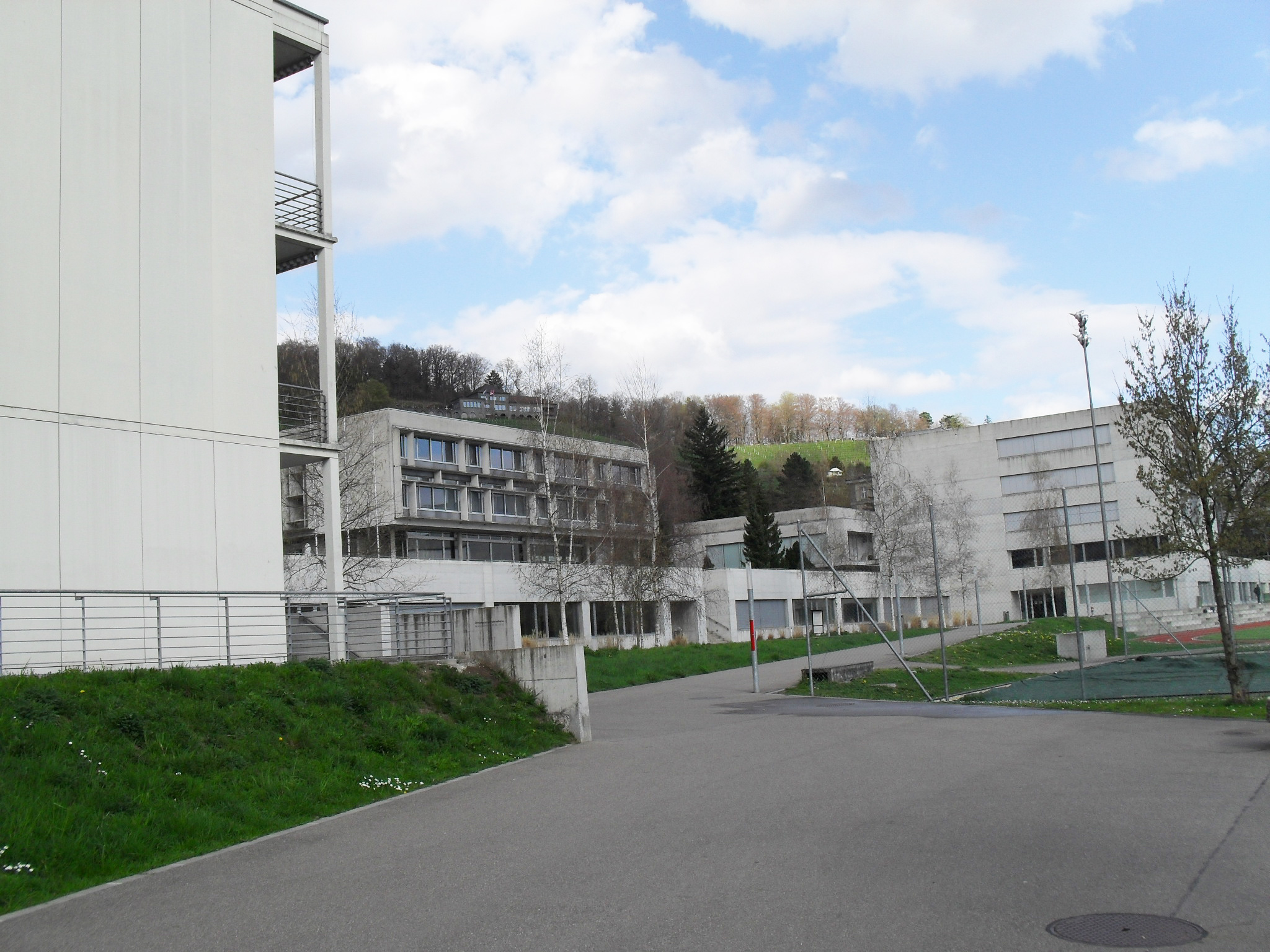
Blick auf den Campus der Kantonsschule Rychenberg von Südwesten im Frühling 2016
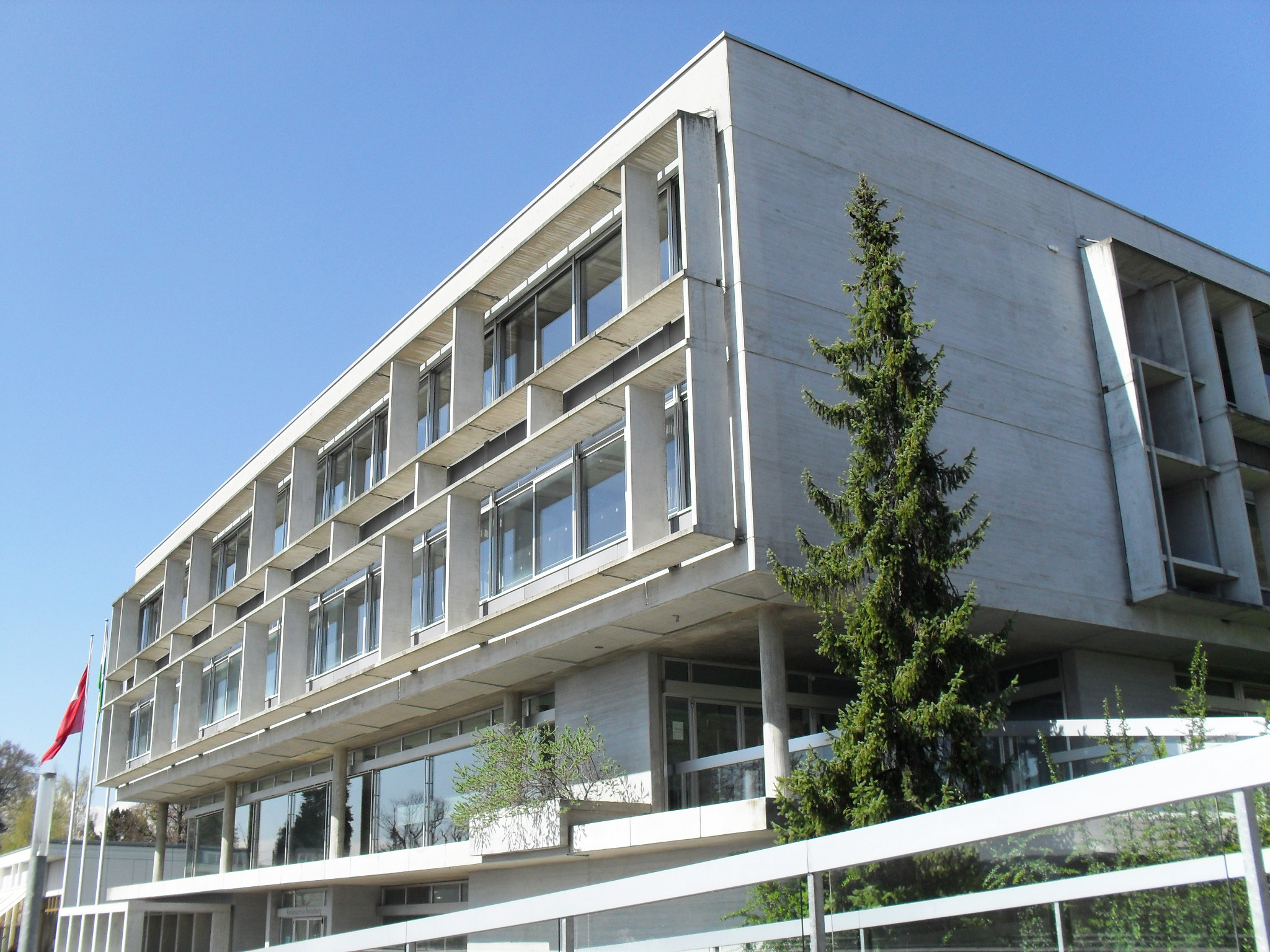
Südfassade des 1962 erbauten Hauptgebäudes
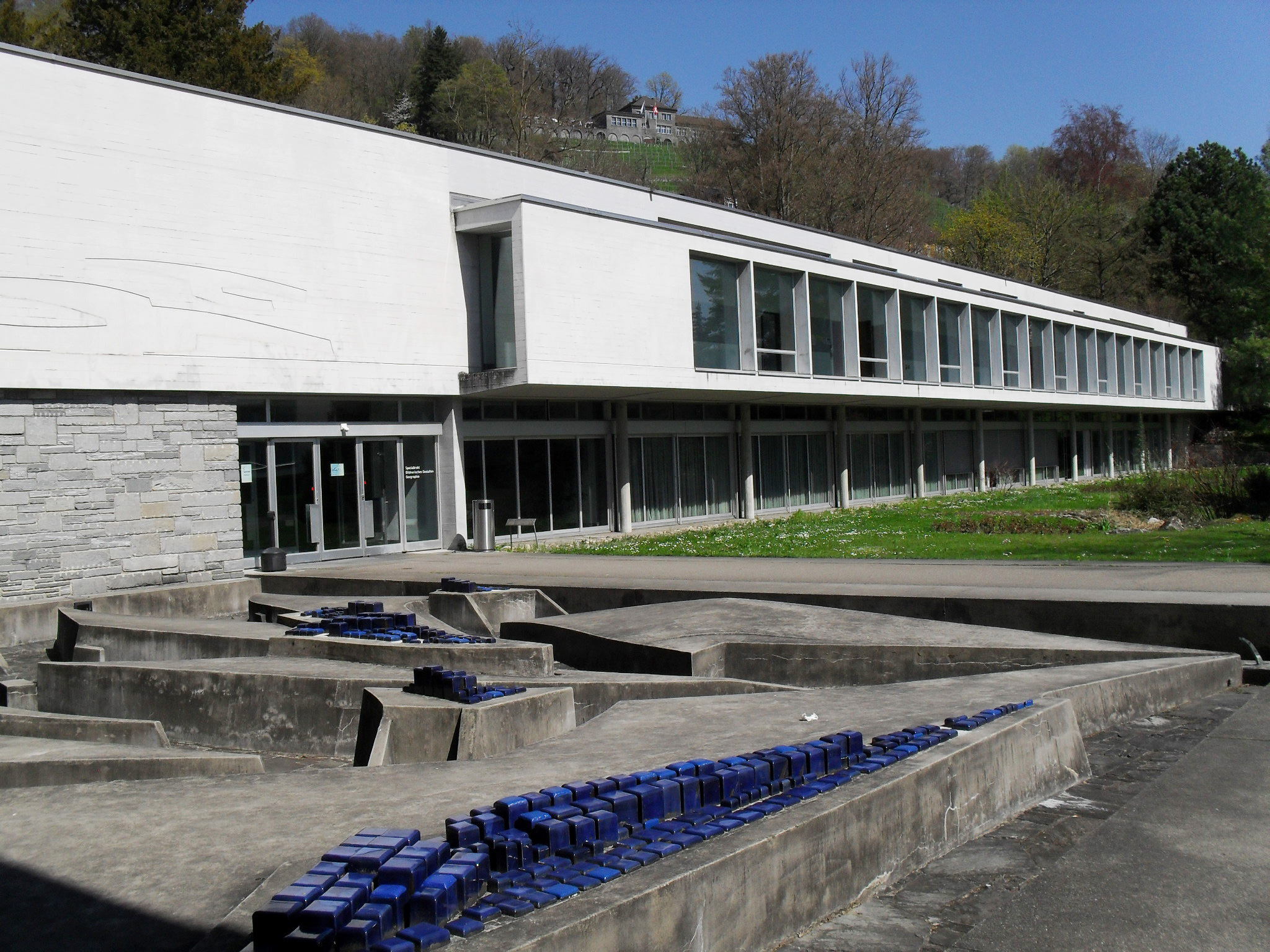
Der 1962 fertiggestellte Spezialtrakt
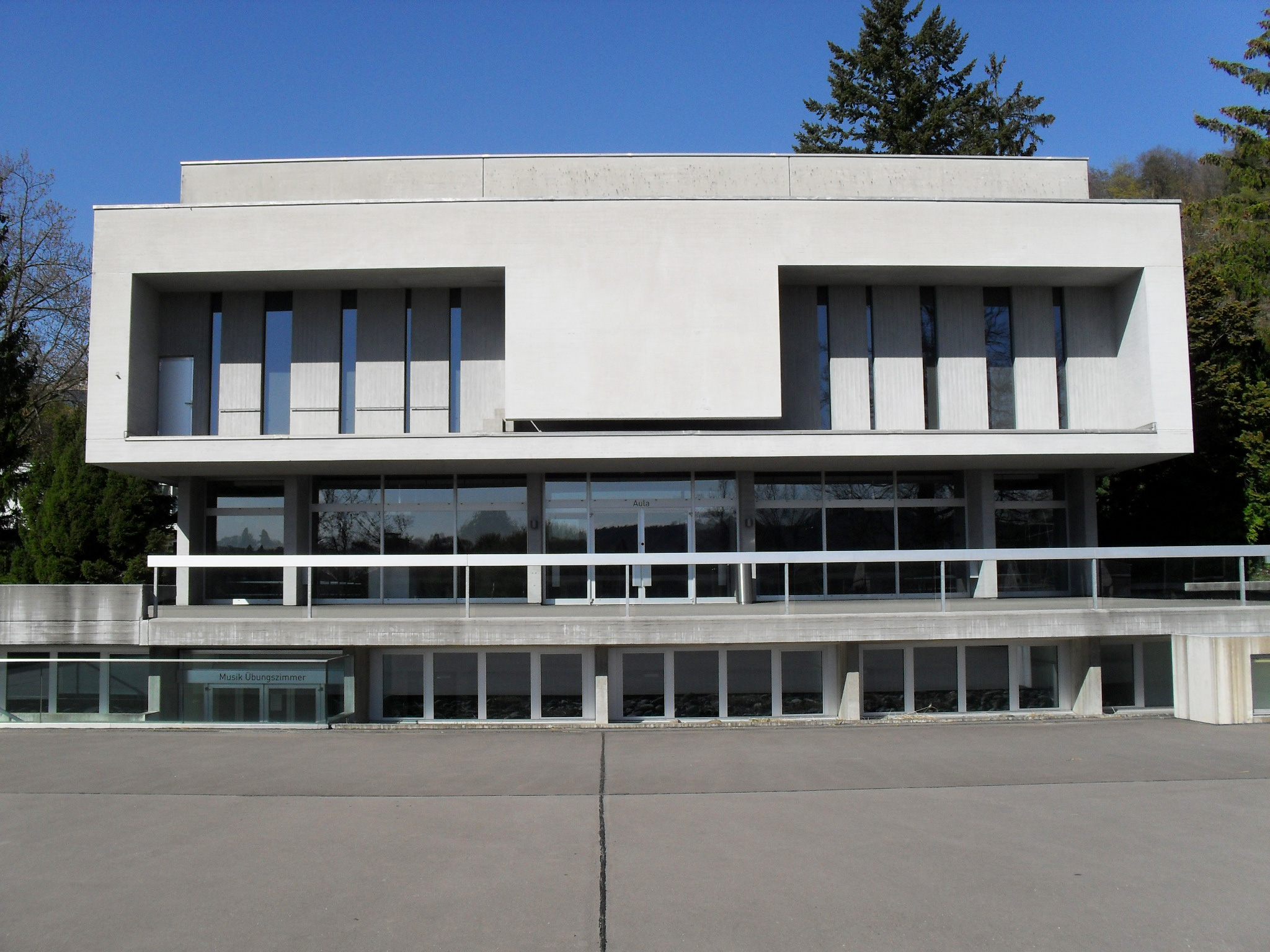
Die Aula aus dem Jahr 1962
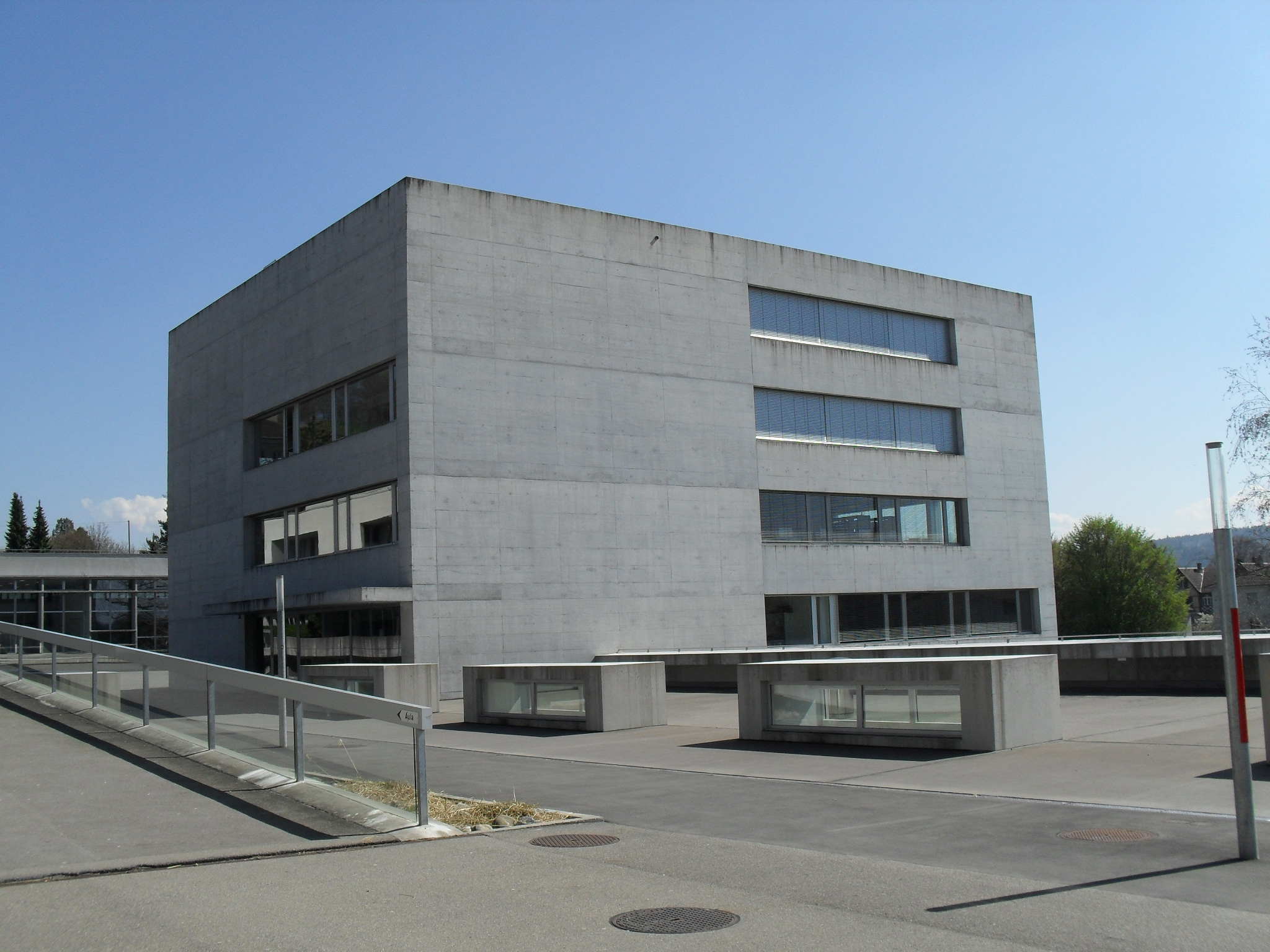
Das 2007 fertiggestellte Mediotheksgebäude

## Sonstiges
Die Schülerorganisation (SO) Rychenberg vertritt die Schülerschaft. Sie organisiert Anlässe wie z. B. den Ski-, den Europaparktag oder den Rosentag. An der Schule besteht auch eine Klimagruppe. Als Winterthurer Mittelschulverbindungen sind die Vitodurania und die Fiduzia auch an der Kantonsschule Rychenberg aktiv.
Die beiden Unihockey Prime League Clubs HC Rychenberg Winterthur und Red Ants Rychenberg (früher die Damenabteilung des HC Rychenberg) wurden auf der Treppe zum Pausenplatz der von Schülern der Kantonsschule Rychenberg gegründet und sind nach ihr benannt.
Bis zum Schuljahr 2022/23 hatte die Kantonsschule Rychenberg wie die benachbarte Kantonsschule Im Lee 40-Minuten-Lektionen, anstatt wie im restlichen Kanton 45-Minuten-Lektionen. Dadurch konnten pro Tag 12 statt 11 Lektionen geplant werden. Dieser 119-jährigen Tradition wurde 2023 durch den Regierungsrat ein Ende gesetzt.

## Bekannte Ehemalige
- Jürg Amann (1947–2013), Schriftsteller
- Angelo Barrile (geb. 1976), Politiker, Kantonsrat und Nationalrat (SP)
- Marcel Beck (1908–1986), Historiker und Politiker (Demokratische Partei)
- Jacqueline Fehr (geb. 1963), Politikerin, Nationalrätin und Regierungsrätin (SP)
- Jürg Fleischer (geb. 1974), Professor für Germanistik
- Peter Hauser (geb. 1943), Rechtsanwalt und Studentenhistoriker
- Bettina Hering (geb. 1960), Regisseurin und Intendantin; 2017–2023 Schauspieldirektorin der Salzburger Festspiele
- Caspar Hirschi (geb. 1975), Historiker und Professor an der Universität St. Gallen
- Kim de l’Horizon (geb. 1992), literaturschaffende Person[21]
- Rudolf Ernst Keller (1920–2014), Professor für Germanistik
- Patricia Laeri (geb. 1977), Moderatorin
- Jürg Lamprecht (1941–2000), Biologe
- Ralf Margreiter (geb. 1971), Politiker und Kantonsrat (Grüne)
- Mattea Meyer (geb. 1987), Politikerin, Kantonsrätin und Nationalrätin (SP)
- Hans-Jakob Mosimann  (geb. 1956), Rechtswissenschaftler
- Felix E. Müller (geb. 1951), Journalist und Chefredaktor der NZZ am Sonntag
- Jonas Projer (geb. 1981), Fernsehmoderator, Journalist und Parteifunktionär (FDP)
- Constantin Seibt (geb. 1966), Journalist und Autor
- Christa Tobler (geb. 1961), Rechtswissenschaftlerin
- Thomas Vogel (geb. 1972), Politiker und Kantonsrat (FDP)
- Hans Widmer (1889–1939), Mediziner, Stadtpräsident von Winterthur und Nationalrat
- Christoph Zürrer (geb. 1969), Politiker und Landrat im Kanton Glarus (SP)